# Механический эквивалент теплоты
Механический эквивалент тепла — количественное соотношение между механической и тепловой энергией.
Опытным путём найдено, что, затрачивая 427 кгс·м, можно получить 1 ккал тепла. Эта величина (427 кгс·м), эквивалентная 1 ккал, и называется механическим эквивалентом тепла. Наоборот, затрачивая 1/427 ккал тепла, можно совершить работу в 1 кгс·м. Эта обратная величина называется тепловым, или термическим эквивалентом работы.
В Международной системе единиц механический эквивалент тепла равен единице, так как в этой системе как для механической работы, так и для количества теплоты принята одна и та же единица измерения — джоуль.